# Conseil général de la Seine
1833–1968
Entités précédentes :
- création

Entités suivantes :
- Conseil de Paris
- Conseil général des Hauts-de-Seine
- Conseil général de la Seine-Saint-Denis
- Conseil général du Val-de-Marne

Le conseil général de la Seine est l'assemblée délibérante de l'ancien département français de la Seine. Son siège se trouvait à Paris.

## Annexe